# Mammarenavirus Lujo
Mammarenavirus lujoense
Espèce
Synonymes
- Mammarenavirus Lujo
- Virus Lujo
- Virus Lusaka/Johannesbourg

Mammarenavirus lujoense, aussi appelé mammarenavirus Lujo (en anglais : Lujo mammarenavirus) ou virus Lujo, est un virus à ARN bisegmenté, membre de la famille des Arenaviridae, et une cause connue de fièvre hémorragique virale (FHV) chez l'humain. Son nom a été suggéré par l'Unité spéciale des agents pathogènes de l'Institut national des maladies transmissibles du Service national des laboratoires de santé (NICD-NHLS) en utilisant les deux premières lettres des noms des villes impliquées dans l'épidémie de 2008 de la maladie, Lusaka (Zambie) et Johannesbourg (Afrique du Sud). Il s'agit du deuxième arénavirus pathogène à être décrit sur le continent africain - le premier étant le virus de Lassa - et depuis 2012, il est classé comme « agent sélectionné » en vertu de la loi américaine.

## Historique
Cinq cas d'infection au virus Lujo ont été signalés; tous les 5 ont été identifiés en septembre et octobre 2008, et 4 d'entre eux ont été mortels. Les infections qui se sont avérées mortelles ont causé la mort dans les 10 à 13 jours suivant l'apparition des symptômes. Les quatre patients chez lesquels l'infection s'est avérée mortelle ont d'abord montré des signes d'amélioration, puis sont entrés en détresse respiratoire, ont présenté des problèmes neurologiques et ont eu des problèmes circulatoires qui ont entraîné un collapsus. La découverte de ce nouveau virus a été décrite à la suite d'une épidémie nosocomiale (hospitalière) hautement mortelle de fièvre hémorragique virale à Johannesburg,. Ce virus a été le premier nouvel arénavirus découvert depuis plus de 40 ans.
Le premier cas était celui d'une femme agent de voyage vivant dans la banlieue de Lusaka. Elle a développé une fièvre qui s'est rapidement aggravée. Elle a été évacuée à Johannesburg pour y recevoir un traitement médical. Près de deux semaines plus tard, le médecin ambulancier qui s'est occupé de la patiente sur le vol à destination de l'Afrique du Sud est également tombé malade. Il a dû être hospitalisé à Johannesburg pour y recevoir un traitement médical. Le lien entre ces deux patients a alors été reconnu par le médecin traitant de l'hôpital de Johannesburg. En collaboration avec le NICD-NHLS, le syndrome clinique de la fièvre hémaorragique virale a été reconnu et des échantillons du second patient ont été soumis pour confirmation en laboratoire. De plus, une femme de ménage et une infirmière qui ont été en contact avec le premier patient sont également tombées malades. Une deuxième infirmière a été infectée par contact avec l'ambulancier. L'épidémie a eu un taux de létalité élevé, 4 des 5 cas identifiés ayant entraîné la mort.
L'unité spéciale des agents pathogènes du NICD-NHLS, en collaboration avec des collègues de l'unité spéciale des agents pathogènes des Centers for Disease Control and Prevention (CDC) des États-Unis, a identifié l'agent étiologique de l'épidémie comme étant un arénavirus de l'Ancien Monde à l'aide de tests moléculaires et sérologiques. Le séquençage et l'étude phylogénétique du séquençage partiel du génome ont indiqué que ce virus n'était pas un virus Lassa et probablement un arénavirus non identifié auparavant. Cela a été corroboré par le séquençage complet du génome réalisé par le NICD-NHLS, le CDC et des collaborateurs de l'Université Columbia à New York.

## Distribution
La distribution de cet arénavirus nouvellement décrit est incertaine. À ce jour, ce virus n'a été signalé que chez un patient de Zambie et une épidémie nosocomiale subséquente en Afrique du Sud.

## Transmission
Les virus de la famille des Arenaviridae, à laquelle appartient le virus Lujo, ont presque toujours un réservoir chez les rongeurs, un autre virus de la famille ayant un réservoir chez les chauves-souris. Le contact avec un hôte rongeur infecté, son urine ou ses matières fécales, l'inhalation de poussière contenant des particules virales ou la consommation d'aliments contenant des restes du virus peuvent entraîner une infection humaine. La transmission peut également se produire par contact interhumain, comme en témoignent les 5 cas de 2008, mais on ne sait toujours pas exactement comment le premier cas a été contracté. Les chauves-souris et les rongeurs doivent être considérés comme des points de contact possibles, juste pour être en sécurité. Bien que cela ne soit pas connu avec certitude, on suppose que la transmission interhumaine se produit par contact avec des fluides corporels. La période d'incubation devrait être de 7 à 13 jours.

## Symptômes
Les symptômes de la fièvre hémorragique virale due au virus Lujo ressemblent à ceux d'autres virus de la même famille, comme la fièvre de Lassa. Les symptômes connus comprennent un gonflement du cou et du visage, des maux de gorge, de la diarrhée et une éruption cutanée ressemblant à la rougeole sur le visage et le corps. Les tests sanguins des personnes infectées ont révélé des valeurs hépatiques élevées, un nombre de globules blancs d'abord faible puis élevé au fil du temps et un faible nombre de plaquettes.

## Traitement
Les recherches approfondies sur le virus Lujo et son traitement ont été difficiles en raison du manque de stabilité économique et culturelle des régions où les seuls cas connus se sont produits. Le traitement à la ribavirine semble avoir guéri le seul patient survivant atteint du virus Lujo, mais comme les 5 touchés en 2008 ont été les seuls cas identifiés, il n'y a pas eu beaucoup d'opportunités pour d'autres recherches thérapeutiques.

## Phylogénétique
Le séquençage du génome viral a montré que ce virus appartient au groupe des arénavirus de l'Ancien Monde. Des comparaisons avec d'autres séquences du génome viral ont montré que ce virus est équidistant des autres arénavirus de l'Ancien Monde et du Nouveau Monde. Il ressemble de loin à l'autre arénavirus africain pathogène, le virus de la fièvre de Lassa.

## Clinique
Ce virus a été associé à une éclosion de cinq cas de FHV en septembre et octobre 2008. Dans quatre cas (80 % du total des infections connues), l'infection a été mortelle. Le cinquième cas a été traité avec de la ribavirine par voie orale, un médicament antiviral efficace dans le traitement de la fièvre de Lassa, peu après le début de la maladie clinique (a été détecté grâce à la recherche active des contacts) mais son état a continué à se détériorer. Au bout de 8 jours le traitement oral a été substitué par un traitement i.v et le patient a survécu ; cependant, l'efficacité réelle de la ribavirine contre le virus Lujo reste encore inconnue.
Sur le plan clinique, les patients présentent une Leucopénie et une lymphopénie. Une leucocytose se produit après avec une thrombocytopénie. Les transaminases hépatiques sont élevées avec une Lactate déshydrogénase élevée. Des taux élevés de D-dimères sont retrouvés.